# 정은선
정은선(1987년 4월 22일~)은 대한민국의 희극 배우이다.

## 학력
- 동덕여자대학교 방송연예학과

## 연기 활동

### 방송
- KBS2 《개그콘서트》
  - 〈불편한 진실〉
  - 〈패션No.5〉
  - 〈엑스트라〉
  - 〈슈퍼스타 KBS〉
  - 〈용감한 녀석들〉
  - 〈이야기쇼 더드림〉
  - 〈막말자〉
  - 〈남자가 필요없는 이유〉
  - 〈시청률의 제왕〉
- KBS2 《위기탈출 넘버원》

### 영화
- 〈위험한 상견례 2〉 - 대통령 역

### 음반활동
- 2002년 그룹 WOW(앨범) - WOW Christmas [Red]
- 2010년 그룹 WOW(앨범) - WOW Christmas [Green]
- 2012년 그룹 WOW(앨범) - 둥근해(타이틀곡), 그곳